# Борис Воронцов-Веляминов
Борис Александров Воронцов-Веляминов (на украински: Борис Олександрович Воронцов-Вельямінов, на руски: Борис Александрович Воронцов-Вельяминов) е украински и руски астрофизик, професор в Московския държавен университет, член-кореспондент на Академията на педагогическите науки на СССР, специалист по изследване на нови звезди и газообразни мъглявини.

## Биография
Борис Александров Воронцов-Веляминов е роден на 14 февруари 1904 г. в град Екатеринослав (днес Днипро), в семейството на Александър и Мария Воронцов-Веляминови. Произхожда от дворянския род Воронцови-Веляминови. Баща му е един от ръководителите на Южната железопътна линия, а майка му е художничка. Като дете сам си прави телескоп и пише писмо до френския астроном Камий Фламарион. Получава от него като подарък книги по астрономия. В началото на 1920-те години семейството се мести в Москва, като първо живее в железопътен вагон, а след това получава комунален апартамент в центъра на града.
Борис учи и завършва Втора гимназия в града. Момчето проявява сериозен интерес към астрономията и затова посещава кръжока по астрономия, организиран от украинския физик и астроном Олександър Аленич. След като завършва гимназията, е приет без изпит във Физико-математическия факултет на Московския университет, който завършва през 1925 г. Като студент през 1921 г. организира колектив от наблюдатели „Колнаб“, в който влизат станалите по-късно известни астрономи Павел Паренаго, Евалд Мустел, Всеволод Федински, Сергей Всехсвятски и други. Членовете на „Колнаб“ се занимават основно с наблюдение на променливи звезди с помощта на призматичен бинокъл.
От 1924 г., още преди края на студентските си години, Борис работи в Астрофизичния институт „Щернберг“ в Москва. През 1940-те години той организира създаването на Отдела за нови звезди и газообразни мъглявини към института и го ръководи в продължение на десетилетия. От 1931 г. е научен сътрудник в същия институт.
През април 1933 г., заедно с група московски астрономи, Борис Воронцов-Веляминов е арестуван и прекарва два месеца в затвора Бутирка. Младите астрономи са обвинени в „антисъветски“ настроения и по-специално в това, че се обявяват срещу намесата на партията в научната работа. Алина Еремеева, специалист по история на астрономията, пише, че това се отразява на кариерата на Воронцов-Веляминов, който никога не е избран в Академията на науките на СССР. Допълнителна причина за това е фактът, че в една от книгите си със задачи по астрономия той публикува една задача от учебник на професор Всеволод Стратонов, изгонен от СССР за протест срещу намесата на партията в работата на университетите. Арестът, макар и кратък, засяга освен кариерата, и здравето на Воронцов-Веляминов.
От 1941 до 1943 г. Воронцов-Веляминов ръководи астрофизичния отдел на Института по астрономия и физика на Казахстанската академия на науките. В периода 1950 – 1953 е ръководител на Отдела за звездна астрономия към него, а от 1953 до 1979 г. оглавява Отдела за нови звезди и газообразни мъглявини към института.
През 1934 г. става професор, през 1935 получава званието доктор по физико-математическите науки, без защита на дисертация. През 1947 г. става член-кореспондент на Академията на педагогическите науки на РСФСР, а от 1968 г. е и член-кореспондент на отдела за общо средно образование на Академията на педагогическите науки на СССР. Участник е във Великата отечествена война.
Воронцов-Веляминов е всестранно развита личност. Между цялата си научна и педагогическа дейност успява и да пътешества. През 1927 – 1928 г. участва в две геолого-географски експедиции в района на селището Архиз в Карачаево-Черкезия, където открива и описва нов кавказки ледник и планински проход, носещи днес неговото име. Освен това е кинолюбител и снима филмчета с различни каскади, пише поезия, занимава се с фотография.
Борис Александров Воронцов-Веляминов умира на 27 януари 1994 г. в Москва и е погребан във Ваганковското гробище.

## Научна дейност
Преди войната, в Астрономическия институт „Щернберг“, Воронцов-Веляминов се занимава с проучвания на газообразните мъглявини. Институтът се фокусира върху изследвания на звездната динамика и променливите звезди. Активно се развиват нови направления – небесна механика и динамична космогония, кометна астрономия, морска гравиметрия.
Воронцов-Веляминов се изгражда като виден астроном и публикува редица трудове по история на астрономията в Русия и Съветския съюз. Научни му трудове са посветени на различни въпроси на астрофизиката – нестационарни звезди, мъглявини, галактики, комети, както и на историята на астрономията. Изучава подробно мъглявините и галактиките, работи върху методи за определяне на яркостта им, разстоянията до планетарните мъглявини и температурата на ядрата им. Резултатите от неговите измервания на яркостта на звездните купове потвърждават съществуването на абсорбция в междузвездната среда. През 1930 г., едновременно с швейцарско-американския астроном Робърт Тръмплър, доказва съществуването на такава среда, която поглъща светлината на звездите. През същата година за първи път изследва разпределението на газовете в главите на кометите и доказва въртенето на ядрата им. През 1931 г. изказва твърдението, че междузвездните облаци се образуват по време и в резултат на изхвърляне на газове от повърхността на звездите.
През 1933 г. предлага оригинален полуемпиричен метод за определяне на разстоянията до планетарните мъглявини и метод за определяне на температурите на ядрата им. Занимава се с тяхната класификация и публикува няколко каталога с информация за такива мъглявини. През 1941 г. публикува със свои корекции и допълнения известната „Популярна астрономия“ от Фламарион. През 1946 г. забелязва, че белите и сини свръхгиганти, звездите от типа Волф-Райе, ядрата на планетарните мъглявини, новите и новоподобните звезди и белите джуджета образуват на диаграмата на Херцшпрунг-Ръсел непрекъсната „синьо-бяла“ последователност.
Открива около 1200 системи от взаимодействащи галактики и предлага приетото и досега тяхно название. През 1959 г. и 1977 под негово авторство излизат 2 атласа и каталог, съдържащи информация за 355 от тях със снимки на няколкостотин такива галактики. Създава и каталог на интегралните фотографски величини на кълбовидните сферични купове в Галактиката. Обяснява образуването на нишки в галактиките с движението на газове по силовите линии на магнитните полета. През 1960-те открива много неизследвани досега морфологични характеристики на такива галактики, показва незадоволителната класификация на Едуин Хъбъл и се заема с тяхната систематизация. Заедно с колеги през 1961, 1972 и 1974 г. публикува Морфологичен каталог на над 30 000 галактики.
През 1973 г. излиза монографията му „Извънгалактическа астрономия“. Автор е на монографията „Очерци за историята на астрономията в Русия“ и на биографията на френския математик, астроном и физик Пиер-Симон Лаплас, публикувана през 1937 г. в поредицата „Животът на известните хора“. Той е и главен редактор на изданието „Енциклопедичен речник на младия астроном".

### Трудове[1][2][4][6][8]
- 1934 – Каталог на планетарните мъглявини и тяхното статистическо изследване
- 1935 – Астрономия за 10 клас
- 1935 – Галактически мъглявини
- 1937 – Пиер-Симон Лаплас
- 1940 – Курс по практическа астрофизика – учебник
- 1945 – Има ли живот на планетите?
- 1947 – Успехите на съветската астрономия
- 1947 – Произходът на небесните тела
- 1947 – Синьо-бялата последователност в диаграмата на Ръсел
- 1948 – Газови мъглявини и нови звезди
- 1951 – Очерци за Вселената с минимум 7 последващи издания
- 1952 – Светът на звездите
- 1955 – Произходът на небесните тела
- 1956 – Очерци за историята на астрономията в Русия
- 1957 – Сборник от задачи и упражнения по астрономия, 4-то издание
- 1957 – Астрономия – 11-о издание
- 1959 – Атлас и каталог на взаимодействащите галактики, ІІ издание – 1976 г.
- 1960 – Очерци за историята на астрономията в СССР
- 1962 – 1974 – Морфологичен каталог на галактиките в 5 тома – съавтор
- 1963 – Просторите на галактиките
- 1973 – Извънгалактическа астрономия
- 1980 – Очерци за Вселената.
- 1980 – Сборник от задачи по астрономия
- 1986 – Астрономите Иля Колчински, А.А. Корсун и М.Г. Родригес – Биографичен справочник

## Педагогическа дейност
Наред с научната си работа Воронцов-Веляминов се занимава и с педагогическа дейност, тъй като приема разпространението на знанията за Вселената и развитието на интереса на младите хора към астрономията като изключително важна задача. Започва педагогическата си кариера през 1924 г. в Държавния астрономически институт „Щернберг“. От 1934 г. преподава в Московския държавен университет, Московския държавен и Московския областен педагогически институт. Чете курсовете „Нови звезди“, „Дифузна материя“ и „Звездна астрономия“.
С името му е свързано формирането и развитието на курса по астрономия и методите за преподаването му в средните училища. От 1935 г. във всички училища се използва неговия учебник „Астрономия“. Обръщайки голямо внимание на развитието на астрофизичните методи и изследвания и с желанието да внуши на своите ученици интерес и любов към наблюдението, разработва система от задачи за астрономически наблюдения – „Курс по практическа астрофизика“. През 1980 г. съставя „Сборник от задачи по астрономия“ и дава възможност на учениците да се занимават с непосредствени наблюдения, като ползват учебен астрономически календар и карти на звездното небе. Такъв подход позволява да се осъществи диференцирано обучение и да се приучат децата към самостоятелна работа.
Заедно с чисто научните си трудове, той пише научно-популярната работа „Очерци за Вселената“, превърнала се в една от най-популярните книги по астрономия с цели 8 издания от 1950 до 1980 г. Пише също учебници и различни учебни помагала по астрономия. Един от тях е издаван многократно от издателство „Просвещение“ в продължение на повече от 30 години.

## Награди и памет
- 1963 – Награда „Бредихин“ на Академията на науките на СССР и медал на АН на СССР за открития на нови астрономически обекти.(1)[2]
- 1974 – Заслужил деец на науките на РСФСР[8]
- 1984 – На негово име е наречен астероидът (2916) Воронвелия (Voronveliya).[1]